# Landt Verlag
Der Landt Verlag ist ein Verlag in Berlin, in dem vor allem Werke zur Geschichte des 19. und 20. Jahrhunderts erscheinen. Er wurde 2005 von Andreas Krause Landt gegründet. Seit Dezember 2010 ist der Landt Verlag ein Imprint der Manuscriptum Verlagsbuchhandlung Thomas Hoof KG; Thomas Hoof hatte 1988 das Einzelhandelsunternehmen Manufactum gegründet.

## Autoren
Zu den vom Landt Verlag verlegten Autoren gehören Margret Boveri, Peter Furth, Ernst Jünger, Ernst Nolte, Sergio Romano, Jörg Schönbohm, Hans-Joachim Schoeps, Rolf Peter Sieferle und Eberhard Straub.